# 37e cérémonie des British Academy Film Awards
Pour la cérémonie des BAFTAs récompensant la télévision, voir la 31e cérémonie des British Academy Television Awards.
La 37e cérémonie des British Academy Film Awards, organisée par la British Academy of Film and Television Arts, s'est déroulée en 1984 et a récompensé les films sortis en 1983.

## Palmarès

### Meilleur film
- L'Éducation de Rita (Educating Rita)
  - Tootsie
  - Local Hero
  - Chaleur et Poussière (Heat and Dust)

### Meilleur réalisateur
- Bill Forsyth pour Local Hero
  - Martin Scorsese pour La Valse des pantins (The King of Comedy)
  - Sydney Pollack pour Tootsie
  - James Ivory pour Chaleur et Poussière (Heat and Dust)

### Meilleur acteur
- Dustin Hoffman pour le rôle de Michael Dorsey / Dorothy Michaels dans Tootsie (ex æquo)
- Michael Caine pour le rôle du Dr Frank Bryant dans L'Éducation de Rita (Educating Rita) (ex æquo)
  - Robert De Niro pour le rôle de Rupert Pupkin dans La Valse des pantins (The King of Comedy)
  - Michael Caine pour le rôle du consul Charley Fortnum dans Le Consul honoraire (The Honorary Consul)

### Meilleure actrice
- Julie Walters pour le rôle de Rita / Susan dans L'Éducation de Rita (Educating Rita)
  - Jessica Lange pour le rôle de Julie Nichols dans Tootsie
  - Meryl Streep pour le rôle de Sophie Zawistowski dans Le Choix de Sophie (Sophie's Choice)
  - Phyllis Logan pour le rôle de Janie dans Les Cœurs captifs (Another Time, Another Place)

### Meilleur acteur dans un second rôle
- Denholm Elliott pour le rôle de Coleman dans Un fauteuil pour deux (Trading Places)
  - Bob Hoskins pour le rôle du colonel Perez dans Le Consul honoraire (The Honorary Consul)
  - Burt Lancaster pour le rôle de Felix Harper dans Local Hero
  - Jerry Lewis pour le rôle de Jerry Langford dans La Valse des pantins (The King of Comedy)

### Meilleure actrice dans un second rôle
- Jamie Lee Curtis pour le rôle d'Ophelie dans Un fauteuil pour deux (Trading Places)
  - Rosemary Harris pour le rôle d'Ann Barrington dans Guerres froides (The Ploughman's Lunch)
  - Maureen Lipman pour le rôle de Trish dans L'Éducation de Rita (Educating Rita)
  - Teri Garr pour le rôle de Sandy Lester dans Tootsie

### Meilleur scénario original
- La Valse des pantins (The King of Comedy) – Paul D. Zimmerman
  - Local Hero – Bill Forsyth
  - Zelig – Woody Allen
  - Un fauteuil pour deux (Trading Places) – Timothy Harris et Herschel Weingrod

### Meilleur scénario adapté
- Chaleur et Poussière (Heat and Dust) – Ruth Prawer Jhabvala
  - L'Éducation de Rita (Educating Rita) - Willy Russell
  - Tootsie — Larry Gelbart et Murray Schisgal
  - Trahisons conjugales (Betrayal) – Harold Pinter

### Meilleure direction artistique
- La Traviata – Franco Zeffirelli et Gianni Quaranta
  - Chaleur et Poussière (Heat and Dust) – Wilfred Shingleton
  - Wargames – Angelo P. Graham
  - Star Wars, épisode VI : Le Retour du Jedi (Return of the Jedi) – Norman Reynolds

### Meilleurs costumes
- La Traviata
  - Tootsie
  - Fanny et Alexandre (Fanny och Alexander)
  - Chaleur et Poussière (Heat and Dust)

### Meilleurs maquillages et coiffures
- Tootsie
  - Star Wars, épisode VI : Le Retour du Jedi (Return of the Jedi)
  - Chaleur et Poussière (Heat and Dust)
  - Zelig

### Meilleure photographie
- Fanny et Alexandre (Fanny och Alexander) – Sven Nykvist
  - Local Hero – Chris Menges
  - Zelig – Gordon Willis
  - Chaleur et Poussière (Heat and Dust) – Walter Lassally

### Meilleur montage
- Flashdance – Bud S. Smith (en) et Walk Mulconery
  - Local Hero – Michael Bradsell
  - La Valse des pantins (The King of Comedy) – Thelma Schoonmaker
  - Zelig – Susan E. Morse

### Meilleurs effets visuels
- Star Wars, épisode VI : Le Retour du Jedi (Return of the Jedi)
  - Dark Crystal (The Dark Crystal)
  - Zelig
  - Wargames

### Meilleur son
- Wargames (Wargames)
  - Flashdance
  - La Traviata
  - Star Wars, épisode VI : Le Retour du Jedi (Return of the Jedi)

### Meilleure musique de film
- Furyo (Merry Christmas Mr Lawrence) – Ryuichi Sakamoto
  - Flashdance – Giorgio Moroder
  - Local Hero – Mark Knopfler
  - Officier et Gentleman (An Officer and an Gentleman) – Jack Nitzsche

### Meilleure chanson originale
- Up Where We Belong de Jack Nitzsche, Buffy Sainte-Marie et Will Jennings (interprétée par Joe Cocker et Jennifer Warnes) – Officier et Gentleman (An Officer and an Gentleman)
  - Every Sperm Is Sacred de Andre Jacquemin, Dave Howman, Michael Palin et Terry Jones – Monty Python : Le Sens de la vie (Monty Python's the Meaning of Life)
  - Flashdance... What a Feeling de Giorgio Moroder, Keith Forsey et Irene Cara (interprétée par Irene Cara) – Flashdance
  - Tootsie de Dave Grusin, Alan Bergman et Marilyn Bergman – Tootsie

### Meilleur film en langue étrangère
- Danton •  France/ Pologne
  - Vivement dimanche ! •  France
  - Fanny et Alexandre (Fanny och Alexander) •  Suède
  - La Traviata •  Italie

### Meilleur court-métrage
- Goodie Two Shoes – Ian Eames
  - The Crimson Permanent Assurance – Terry Gilliam
  - Keep off the Grass – Paul Welland
  - John Love – John Davis

### Meilleur nouveau venu dans un rôle principal
- Phyllis Logan – Les Cœurs captifs (Another Time, Another Place)
  - Julie Walters – Chaleur et Poussière (Heat and Dust)
  - Greta Scacchi – Chaleur et Poussière (Heat and Dust)
  - Kevin Kline – Le Choix de Sophie (Sophie's Choice)

### Meilleure contribution au cinéma britannique
Michael Balcon Award.
- Colin Young

### Fellowship Award
Prix d'honneur de la BAFTA, récompense la réussite dans les différentes formes du cinéma.
- Hugh Greene
- Sam Spiegel

## Récompenses et nominations multiples

### Nominations multiples
Films
 9  : Tootsie, Chaleur et Poussière
 7  : Local Hero
 5  : L'Éducation de Rita, La Valse des pantins, Zelig
 4  : La Traviata, Star Wars, épisode VI : Le Retour du Jedi, Flashdance
 3  : Fanny et Alexandre, Un fauteuil pour deux, Wargames
 2  : Le Consul honoraire, Le Choix de Sophie, Les Cœurs captifs, Officier et Gentleman
Personnalités
 2  :  Michael Caine, Julie Walters, Phyllis Logan, Bill Forsyth

### Récompenses multiples
Légende : Nombre de récompenses/Nombre de nominations
Films
 2 / 3  : Un fauteuil pour deux
 2 / 4  : La Traviata
 2 / 5  : L'Éducation de Rita
 2 / 9  : Tootsie

### Les grands perdants
0 / 5  : Zelig
 1 / 9  : Chaleur et Poussière
 1 / 7  : Local Hero